# Duhabi (Dhanusa)
Duhabi (nep. दुहबी) – gaun wikas samiti w środkowej części Nepalu w strefie Dźanakpur w dystrykcie Dhanusa. Według nepalskiego spisu powszechnego z 2011 roku liczył on 1300 gospodarstw domowych i 7021 mieszkańców (3399 kobiet i 3622 mężczyzn).